# Јорк (Јужна Каролина)
Јорк (енгл. York) град је у америчкој савезној држави Јужна Каролина.

## Демографија
По попису из 2010. године број становника је 7.736, што је 751 (10,8%) становника више него 2000. године.
| Група             | 2000.         | 2010.         |
| Белци             | 3.728 (53,4%) | 4.011 (51,8%) |
| Афроамериканци    | 2.816 (40,3%) | 2.968 (38,4%) |
| Азијати           | 29 (0,4%)     | 44 (0,6%)     |
| Хиспаноамериканци | 350 (5,0%)    | 563 (7,3%)    |
| Укупно            | 6.985         | 7.736         |